# Grand Prix d'Ouverture La Marseillaise 2008
Il Grand Prix d'Ouverture La Marseillaise 2008, ventinovesima edizione della corsa, valevole come evento dell'UCI Europe Tour 2008 categoria 1.1, si svolse il 3 febbraio 2008 su un percorso di 140,8 km, con partenza e arrivo a Marsiglia, in Francia. La vittoria fu appannaggio del francese Hervé Duclos-Lassalle, che completò il percorso in 3h22'23", alla media di 41,743 km/h, precedendo il belga Frederik Veuchelen ed il canadese Ryder Hesjedal.
Sul traguardo di Marsiglia 116 ciclisti, su 124 partiti dalla medesima località, portarono a termine la competizione.

## Ordine d'arrivo (Top 10)
| Pos. | Corridore          | Squadra      | Tempo    |
| ---- | ------------------ | ------------ | -------- |
| 1    | H. Duclos-Lassalle | Cofidis      | 3h22'23" |
| 2    | Frederik Veuchelen | Topsport Vl. | s.t.     |
| 3    | Ryder Hesjedal     | Garmin       | s.t.     |
| 4    | Geoffroy Lequatre  | Agritubel    | s.t.     |
| 5    | Samuel Dumoulin    | Cofidis      | s.t.     |
| 6    | Jonathan Hivert    | Crédit Agr.  | s.t.     |
| 7    | Guillaume Le Floch | Bretagne     | s.t.     |
| 8    | Jurij Trofimov     | Bouygues     | s.t.     |
| 9    | Geert Steurs       | Silence      | s.t.     |
| 10   | Pierre Cazaux      | Roubaix      | s.t.     |